# Boos (Nahe)

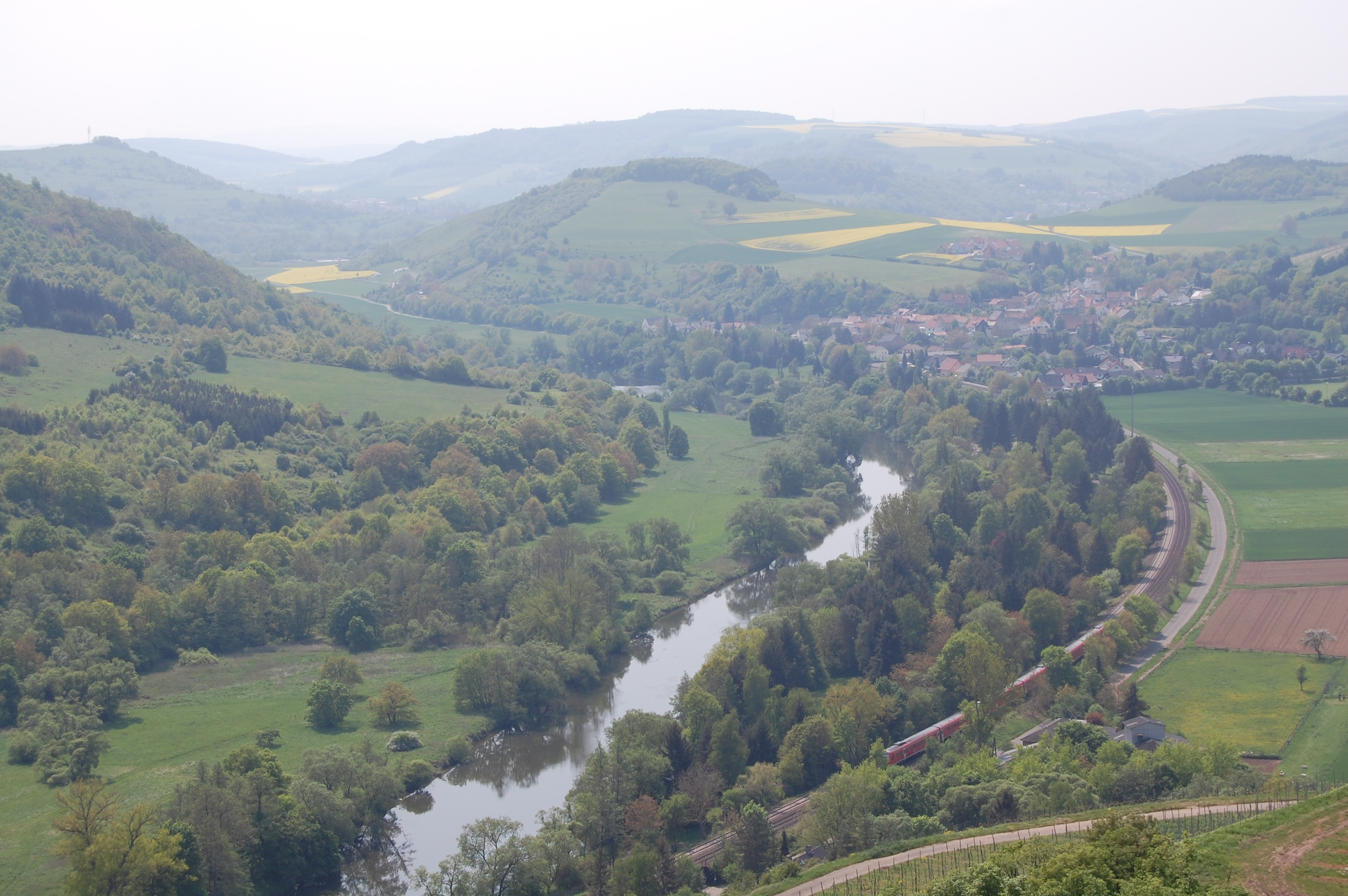
Boos an der Nahe, die Nahetalbahn tangiert den Ort

Der Weinort Boos ist eine Ortsgemeinde im Landkreis Bad Kreuznach in Rheinland-Pfalz. Er gehört der Verbandsgemeinde Rüdesheim an.

## Geographie
Die Gemeinde Boos liegt zwischen Hunsrück und Nordpfälzer Bergland an der Nahe, südöstlich von Bad Sobernheim.
Nachbargemeinden sind Staudernheim, Waldböckelheim, Oberstreit und Duchroth.
Zu Boos gehört auch der Wohnplatz Im Käsberg.

## Geschichte
Das Dorf entstand auf einem hochwasserfreien Gleithang der Nahe auf einer Niederterrasse nördlich des Flusses Nahe an einem Bach. Wie bereits zahlreiche Funde aus der Vor- und Frühzeit zeigen, gehört Boos zu den ältesten Siedlungen im Naheraum. Allgemein bekannt ist die römische „Villa Rustica“ mit ihrem erhaltenen Kryptoportikusgeschoss.
Während der Zeit der Stammesherzogtümer lag der Ort im Herzogtum Franken.
Der Name wird nach einer Erwähnung um das Jahr 1000 als Boys mit Buschgebiet erklärt. Unter Erzbischof Willigis (995–1011) schenkte der Herzog Konrad von Kärnten aus dem Geschlecht der Salier dem Kloster Disibodenberg zum Seelenheil seiner verstorbenen Tochter Udo ein Gut von 20 Morgen salischen Landes und zwei besetzte Huben in „Boys“.
Bevölkerungsentwicklung
Die Entwicklung der Einwohnerzahl der Gemeinde Boos, die Werte von 1871 bis 1987 beruhen auf Volkszählungen:
| Jahr | Einwohner |
| ---- | --------- |
| 1815 | 278       |
| 1835 | 330       |
| 1871 | 351       |
| 1905 | 324       |
| 1939 | 299       |
| 1950 | 321       |
| 1961 | 299       |

| Jahr | Einwohner |
| ---- | --------- |
| 1970 | 349       |
| 1987 | 366       |
| 1997 | 388       |
| 2005 | 409       |
| 2011 | 378       |
| 2017 | 369       |
| 2023 | 351       |

## Politik

### Gemeinderat
Der Gemeinderat in Boos besteht aus acht Ratsmitgliedern, die bei der Kommunalwahl 2024 in einer Mehrheitswahl gewählt wurden, und dem ehrenamtlichen Ortsbürgermeister als Vorsitzendem.

### Bürgermeister
Ortsbürgermeister war bis 2024 Sascha Wickert. Bei der Kommunalwahl am 26. Mai 2019 wurde er mit einem Stimmenanteil von 73,79 % gewählt und wurde damit Nachfolger von Karl Heinz Klein, der nach 15 Jahren im Amt nicht erneut kandidiert hatte. Bei der Direktwahl am 9. Juni 2024 trat Wickert nicht mehr an. Stattdessen wurde Martin Faier (parteilos) mit 58,4 % der Stimmen im ersten Wahlgang gegen zwei weitere unabhängige Kandidaten zum neuen Bürgermeister gewählt.

## Öffentliche Einrichtungen / Vereine
Zu den Vereinen und Einrichtungen in der Ortschaft gehören die Freiwillige Feuerwehr Boos, das Gemeindehaus, der Angel- und Naturschutzverein Boos, der Booser Carneval-Verein, der Feuerwehrförderverein, der TUS 1926 Boos e. V., das Volksbildungswerk, die Sporthalle und der Sportplatz.

## Sehenswürdigkeiten
Im Ortskern von Boos befinden sich die Reste einer Villa Rustica der Römer, die zur Zeit des römischen Imperiums an der Nahe siedelten. Hier kann man die Funktionsweise einer römischen Fußbodenheizung sehen.
Unweit von Boos, zwischen Staudernheim und Odernheim gelegen, befindet sich der Disibodenberg, auf dem der irische Mönch Disibod das Kloster Disibodenberg gründete. Hildegard von Bingen lebte und wirkte dort über 40 Jahre.
Siehe auch: Liste der Kulturdenkmäler in Boos

## Persönlichkeiten
- Reinhold Petermann (1925–2016), Drucker, Bildhauer und Restaurator